# Monastère de Matejče
Le monastère de Matejče (en macédonien : Матеички манастир) est un monastère orthodoxe macédonien situé près du village de Matejče, dans la commune de Lipkovo, en Macédoine du Nord. Il se trouve dans le massif montagneux de la Skopska Crna Gora. Il est surtout connu pour son église du XIVe recouverte de fresques. L'ensemble a été gravement endommagé lors du conflit de 2001 en Macédoine.

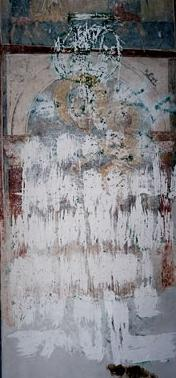
Une fresque vandalisée en 2001.
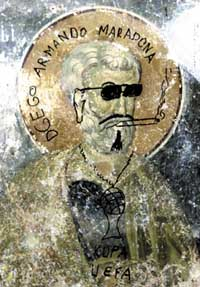
Une fresque vandalisée.
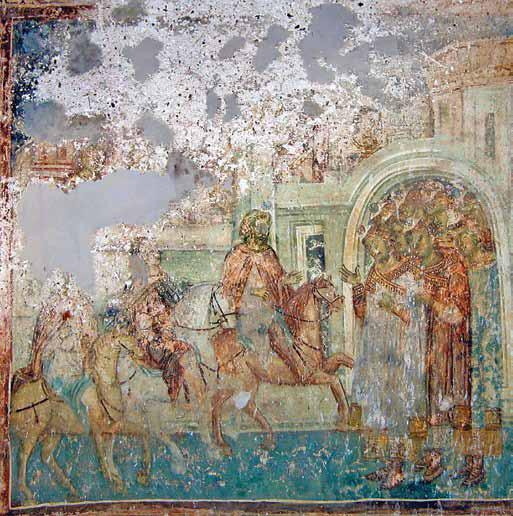
Fresque de l'église.